# Route 125 (Ontario)
Pour les articles homonymes, voir Route 125.
La route 125 est une route provinciale de l'Ontario située dans la région de Balmertown, dans l'extrême nord-ouest de la province. Elle est d'ailleurs la route provinciale king highways de l'Ontario (2 à 148) la plus au nord, le point le plus au nord étant la rampe de traversier à Cochenour. Toutefois, il est possible d'aller plus au nord vers Pikangikum via une petite route et jusqu'à Sandy Lake via des routes hivernales. De plus, la Route 599, une route secondaire de l'Ontario, se rend plus au nord que la route 125, soit jusqu'à Pickle Lake.
Bref, la route 125 possède une longueur de 13 kilomètres.

## Description du Tracé
La route 125 commence sur la Route 105, à Red Lake, en direction du sud de l'Ontario. Elle ne fait que contouner le lac Rouge (red lake) en passant près de Balmertown, terminant sur la rampe de ferry reliant Cochenour à l'île McKenzie. 